# Pontchâteau
 Pontchâteau  es una población y comuna francesa, situada en la región de Países del Loira, departamento de Loira Atlántico, en el distrito de Saint-Nazaire. Es el chef-lieu y mayor población del cantón de Pontchâteau.

## Demografía
| 5334 | 5835 | 6394 | 7220 | 7549 | 7773 |
| Para los censos de 1962 a 1999 la población legal corresponde a la población sin duplicidades (Fuente: INSEE [Consultar]) |      |      |      |      |      |